# Linha 1 do Metropolitano de São Paulo
A Linha 1–Azul do Metrô de São Paulo, denominada originalmente Linha Norte–Sul, compreende o trecho definido pelas estações Tucuruvi e Jabaquara, em São Paulo, no Brasil. Esta foi a primeira linha construída pelo Metrô, iniciada no final da década de 1960 e inaugurada no começo dos anos 1970. Foi também a primeira linha de metropolitano a ser construída no Brasil.

## História

### Antecedentes

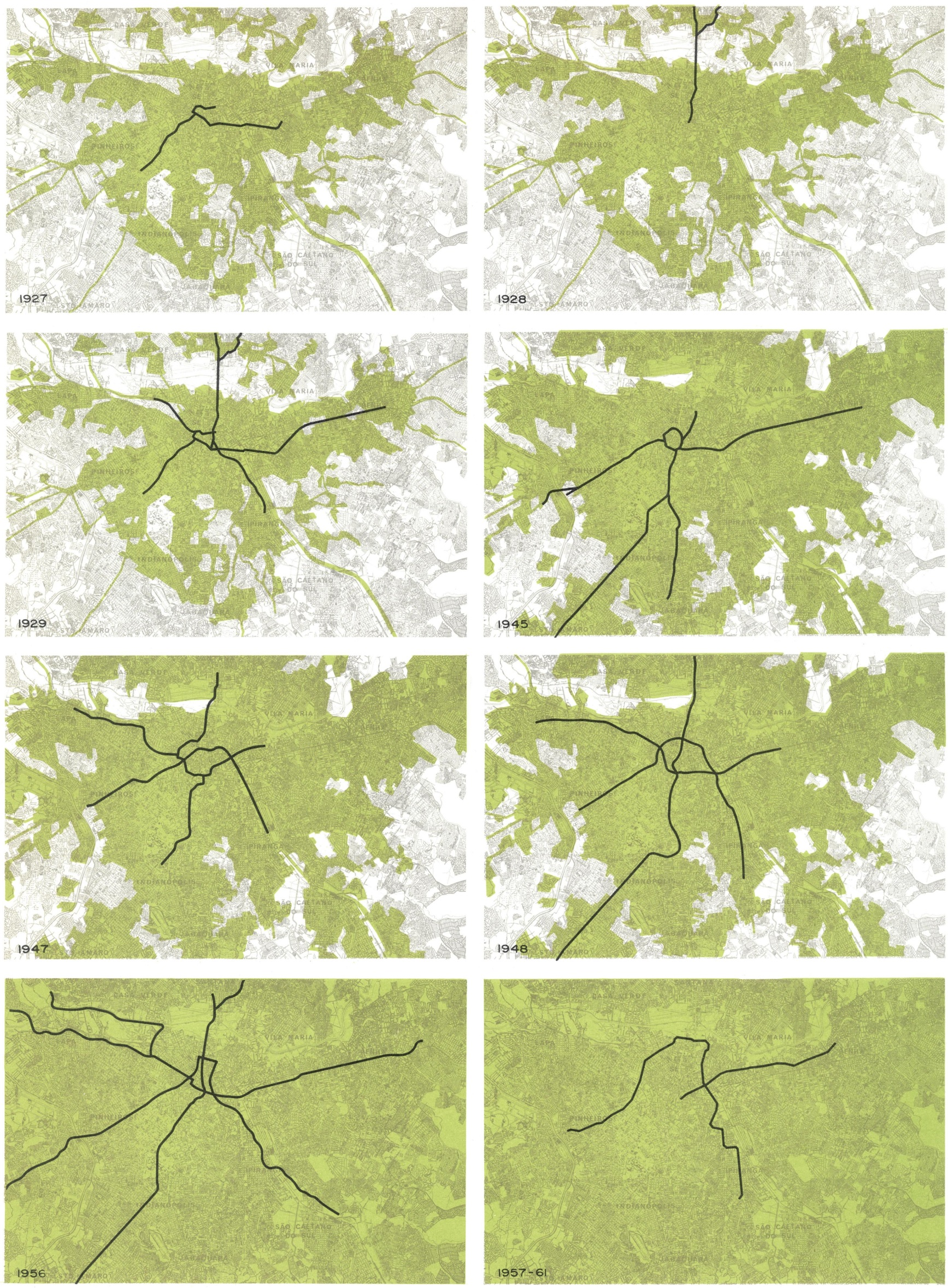
Projetos de redes de metrô para a cidade de São Paulo apresentados entre 1927 e 1961

O primeiro projeto para uma linha de metrô ligando o centro à região norte da cidade de São Paulo foi apresentado pelo engenheiro Antônio Carlos Cardoso em 1928. Partindo da Praça da Sé, aproveitando parte da rede da Light e convertendo o Tramway da Cantareira em metropolitano, a linha alcançaria Santana e Guarulhos. No ano seguinte, o prefeito Pires do Rio encampou a ideia e incorporou o projeto de Cardoso ao plano oficial da rede do metropolitano. A Grande Depressão fez com que o projeto fosse arquivado.
Em 1945, o engenheiro Mário Lopes Leão retomou o projeto do metropolitano em São Paulo, projetando uma rede radial de metropolitano incluindo uma linha da Praça da Sé ao Jabaquara. O projeto de Leão não foi aprovado pela prefeitura de São Paulo, que preferiu contratar a empresa francesa RATP em 1947 para projetar uma rede de metrô oficial para a cidade, que incluía uma linha Santana-Moema, passando pela Praça da Sé. No ano seguinte, a prefeitura contratou o escritório brasileiro Companhia Geral de Engenharia, que alterou novamente o projeto da rede, com uma linha Ponte Pequena-Santo Amaro, passando pela Praça da Sé e pelo Paraíso.
Esses planos acabaram arquivados devido à turbulência política e social da época. Entre 1945 e 1949, São Paulo teve cinco prefeitos, numa época em que o cargo era de nomeação pelo governador do estado. A Revolta da Tarifa de 1947, quando a prefeitura reajustou a passagem dos bondes após 75 anos, causou revolta na população, que destruiu bondes e ônibus, deixou um grande prejuízo financeiro para a prefeitura e levou o prefeito Cristiano Stockler das Neves a pedir demissão do cargo.

#### Monotrilho
Em 1956, a prefeitura encarregou a CMTC de elaborar um novo plano de metrô para São Paulo. Uma das linhas propostas ligaria Santana e Guarulhos a Santo Amaro, passando pela Praça da Sé. Posteriormente, foi lançada uma concorrência internacional para a construção de uma rede de metrô. Três grupos apresentaram propostas:
- Pacific Consultants (Japão), com uma rede de metrô subterrâneo com alimentação de 600 VCC;
- Societè Generale de Traction et Explotations (França), com uma rede de metrô sobre pneus;
- Alweg Corporation (Alemanha Ocidental), com uma rede de monotrilhos sobre vigas de concreto.

Apesar da vitória na concorrência, a Alweg Corporation não pôde assinar o contrato, devido a uma ação judicial proposta pelo governo do estado de São Paulo (que questionava a legalidade e a viabilidade da obra), e o projeto acabou engavetado.

### GEM e o projeto HMD

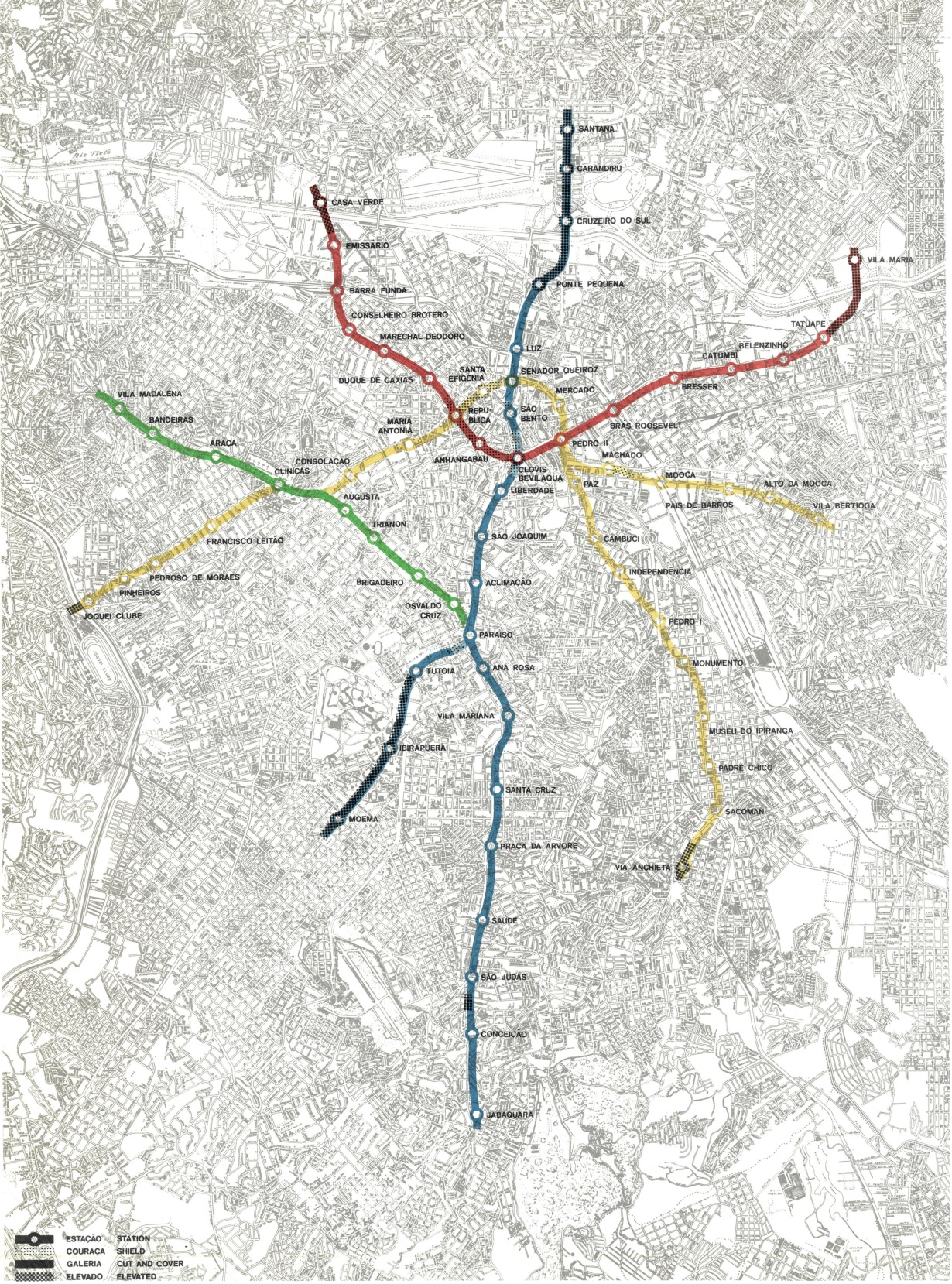
Projeto da rede de metrô para São Paulo apresentado pelo consórcio HMD, 1968

Em 1966, o prefeito Faria Lima criou o Grupo Executivo do Metropolitano (GEM), comissão responsável pela elaboração do projeto da rede do metrô. Analisando as propostas anteriores, o GEM determinou que a primeira linha a ser construída seria uma ligando o norte e o sul da cidade e lançou no ano seguinte a concorrência internacional para a elaboração dos estudos da rede do metrô, prevendo-se inicialmente duas linhas: Santana-Santo Amaro e Penha-Lapa. Apresentaram-se para a concorrência dez empresas de origens americana, japonesa, alemã e inglesa, que deveriam se associar a empresas nacionais. A proposta inglesa foi desclassificada, por ter sido apresentada fora do prazo. Em janeiro de 1967, foi escolhida a proposta alemã, das empresas Hochtief Aktiengeselischaft e Deutsche Eisenbahn-Consulting (Deconsult), e da pequena construtora brasileira Montreal Empreendimentos S.A. (entre cujos acionistas figurava o brigadeiro Eduardo Gomes, colega de Faria Lima na Aeronáutica).
As empresas formaram o consórcio HMD (Hochtief–Montreal–Deconsult) e iniciaram o projeto da rede de metrô, com o trabalho orçado em quinhentos milhões de cruzeiros. Apesar de grande publicidade inicial, o projeto do consórcio HMD acabou questionado pelo vereador e jornalista Odon Pereira (MDB), presidente da comissão de trânsito da Câmara Municipal de São Paulo, que questionava o valor do contrato e defendia a atualização gratuita dos projetos anteriores pela Universidade de São Paulo.
Com o projeto em desenvolvimento, vazaram informações sobre a priorização da implantação inicial da Linha Norte-Sul em detrimento da Leste-Oeste. Pereira defendia a construção da segunda. O consórcio contratou centenas de estudantes para realizar a pesquisa de origem e destino. Apesar de o trabalho ter sido entregue, os estudantes tiveram seus pagamentos atrasados. Todos esses fatores levaram o vereador Pereira a classificar o projeto como “imoral”.
Posteriormente, Pereira denunciou os custos do projeto, que eram de dez bilhões de cruzeiros antigos e haviam passado para cerca de dezesseis bilhões após alterações promovidas pela recém-formada Companhia do Metropolitano de São Paulo. Além disso, segundo Pereira, o custo de construção por milha havia subido de vinte milhões de dólares (em 1963, após estudos da gestão anterior, de Prestes Maia) para 23 milhões, sem que nenhuma justificativa tivesse sido apresentada.
Pereira convocou o presidente da Companhia do Metropolitano, Francisco de Paula Quintanilha Ribeiro, a prestar esclarecimentos sobre o projeto em uma audiência pública. Ribeiro recusou-se a comparecer como "convocado", defendendo que deveria ser "convidado", e acabou entrando em um breve conflito com a Câmara. Ao fim de 1968, Ribeiro enfim compareceu ao plenário da Câmara e apresentou, em uma sessão fechada, o relatório de dois volumes sobre o projeto do metrô.
Como previsto inicialmente por Pereira, o relatório defendeu a prioridade de construção da Linha Norte-Sul (Jabaquara-Santana e ramal Moema). A justificativa do Consórcio HMD era atender regiões menos atendidas pelo transporte público. No fim de 1968, o deputado federal da Guanabara Emílio Nina Ribeiro denunciou o consórcio HMD por não entregar o contrato completo, mesmo tendo recebido todo o valor acertado.

### Obras

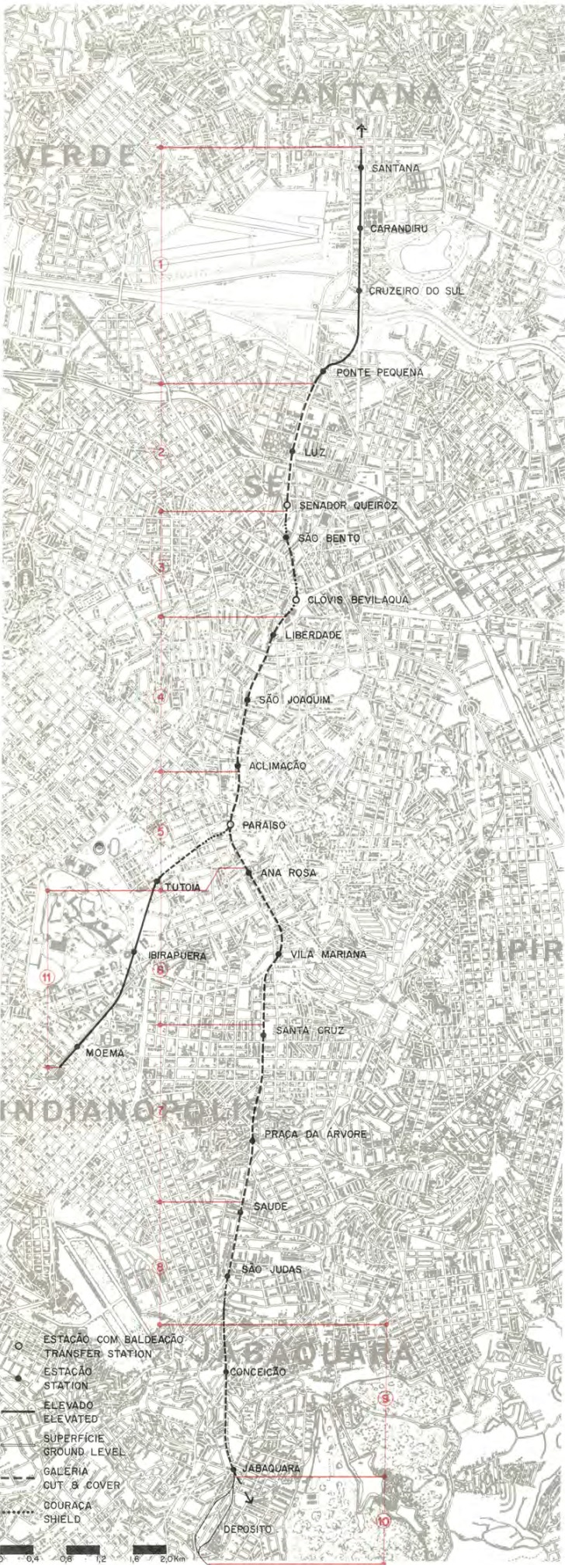
Lotes da Linha Norte-Sul, definidos pelo consórcio HMD e pela Cia. do Metropolitano em 1968. A Estação Senador Queiroz foi cancelada em 1969, sendo em 1971 incluída a Estação Politécnica entre Luz e Ponte Pequena

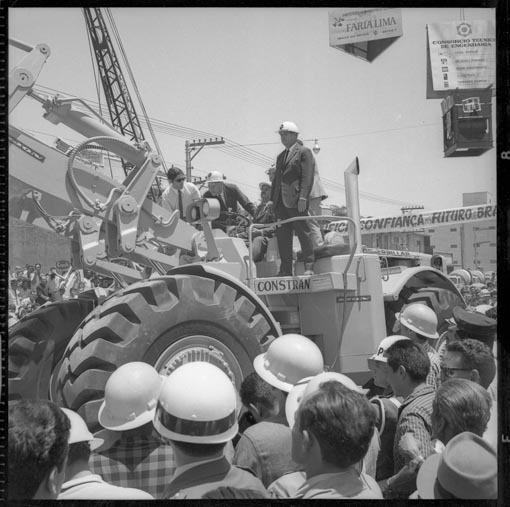
O prefeito Faria Lima (em primeiro plano) sobe em um trator para dar início ao primeiro trecho (Lote 7) em obras da Linha Norte-Sul, 1968
Museu da Cidade de São Paulo

O consórcio HMD idealizou a implantação da Linha Norte-Sul por meio da divisão do projeto em onze lotes. Cada lote teria um consórcio de empresas responsável pela construção da linha, sendo todas elas supervisionadas pelo próprio consórcio HMD. O custo estimado das obras da Linha Norte-Sul era de duzentos milhões de dólares.
| Lote                             | Construtora | Início da obra         | Término                                                               |
| -------------------------------- | --- | ---------------------- | --------------------------------------------------------------------- |
| 1 (Santana - Ponte Pequena)      | Consórcio CCA Azevedo e Travassos Beter S.A. Badra                                                                                         | 5 de julho de 1969     | 26 de setembro de 1975 1978 (Sé)                                      |
| 2 (Luz)                          | Prefeitura de São Paulo | 1972                   | 26 de setembro de 1975                                                |
| 3 (São Bento - Sé)               | Camargo Corrêa Promon | Fevereiro de 1969      | 26 de setembro de 1975                                                |
| 4 (Liberdade - Vergueiro)        | Consórcio Metropolitano de Construções Hidroservice (4S) Camargo Corrêa (4S) Mendes Junior (4 N)                                           | Maio de 1971           | 26 de setembro de 1975                                                |
| 5 (Paraíso e CCO)                | Consórcio METRAG Metropolitana Andrade Gutierrez Proenge                                                                                   | 12 de março de 1971    | 26 de setembro de 1975                                                |
| 6 (Ana Rosa - Vila Mariana)      | Consórcio Metropolitano de Construções Engevix Proenge Escritório Técnico Arthur Luiz Pitta Escritório Técnico Julio Kassoy e Mario Franco | Outubro de 1969        | 14 de setembro de 1974 (V. Mariana) 26 de setembro de 1975 (Ana Rosa) |
| 7 (Santa Cruz - Praça da Árvore) | Consórcio Técnico de Engenharia (CTE) Grün & Bilfiger Vega Sopave Heleno e Fonseca Rossi Engenharia Constran Camargo Campos                | 14 de dezembro de 1968 | 14 de setembro de 1974                                                |
| 8 (Saúde - São Judas)            | Consorcio de Grandes Estruturas (Coge) Ecel S.A. Ecisa Figueiredo Ferraz                                                                   | 14 de dezembro de 1968 | 14 de setembro de 1974                                                |
| 9 (Conceição - Jabaquara)        | Serveng-Cilvilsan Mc Alpine Stears Sanderson&Porter                                                                                        | 17 de julho de 1969    | 14 de setembro de 1974                                                |
| 10 (Pátio Jabaquara)             | Cetenco | 1 de abril de 1971     | 1976                                                                  |
| 11 (Paraíso - Moema)             | Não contratado | Não iniciado           | Obras canceladas                                                      |

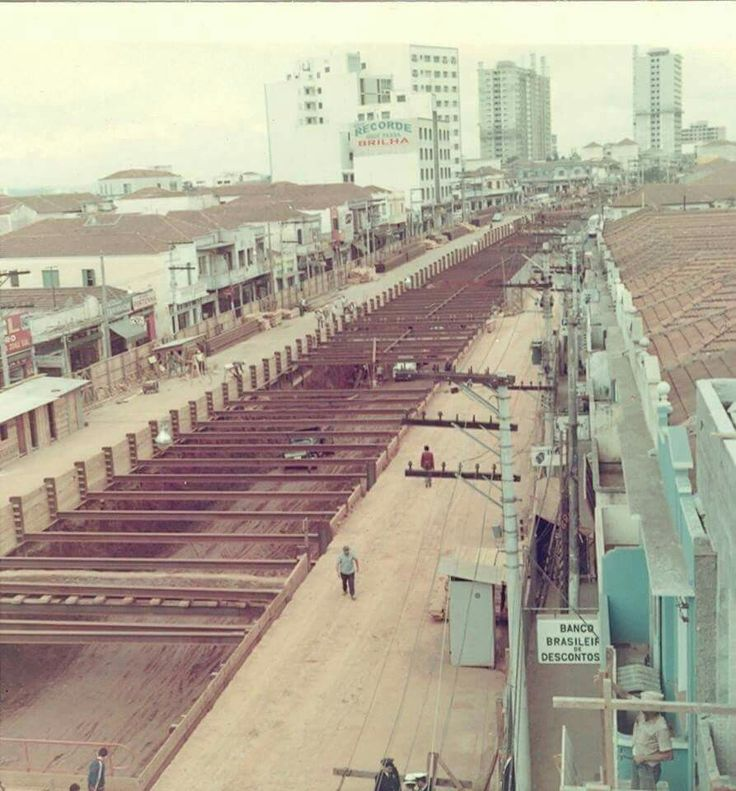
Obras do Metrô na Avenida Jabaquara, na altura da estação Praça da Árvore, 1970

Denominada originalmente Linha Norte-Sul, a Linha 1 do Metrô de São Paulo começou a ser construída às 10 horas de 14 de dezembro de 1968, em uma cerimônia presidida pelo prefeito Faria Lima. No entanto, dos onze lotes, apenas os de números 7 e 8 tiveram suas obras iniciadas naquele momento. Faria Lima deixou o cargo em abril de 1969, tendo falecido em setembro daquele ano, sem assistir à inauguração da primeira linha.
Problemas jurídicos e técnicos atrasaram a contratação dos demais lotes na gestão Maluf. O lote 4 acabou vencido inicialmente pelo Consórcio Metronors, porém uma de suas empresas era a alemã Hochtief, que também era responsável pelo projeto e pela supervisão de toda a Linha Norte-Sul. Constatada a irregularidade de a Hochtief ser construtora e (ao mesmo tempo) supervisora da mesma obra, o consórcio foi desclassificado. Depois de duas tentativas de contratação acabarem de forma infrutífera, por causa dos altos custos propostos pelas construtoras, a solução adotada pela Companhia do Metropolitano foi subdividir o lote 4 em 4-Norte e 4-Sul. O lote 4-Norte foi vencido pela Mendes Júnior, enquanto o 4-Sul foi vencido pelo consórcio Hidroservice-Camargo Corrêa.
O lote 2 (Luz) não teve empresas interessadas e ficou paralisado durante toda a gestão Maluf. Ao mesmo tempo, foi incluída nele a Estação Politécnica no lugar da cancelada Senador Queiroz. Inicialmente, a Companhia do Metropolitano sugeriu contratar a empresa Cetenco sem licitação, porém a gestão seguinte, de Figueiredo Ferraz, acabou decidindo realizar o trecho com mão de obra da própria prefeitura.
O lote 11 (Paraíso–Moema), mais conhecido como Ramal Moema, teve todo o seu projeto de 3,95 quilômetros e quatro estações (Paraíso, Tutoia, Ibirapuera e Moema) desenvolvido pela Companhia do Metropolitano, mas Maluf não contratou suas obras (assim como as obras da futura Linha Leste–Oeste), preferindo investir na construção do Elevado Presidente Costa e Silva. Posteriormente, o projeto acabou postergado para o ano de 1974, até ser cancelado por Figueiredo Ferraz (que defendeu a construção da Linha Paulista como prioritária,) apesar de a Estação Paraíso ter sido construída para abrigar o ramal.

### Operação

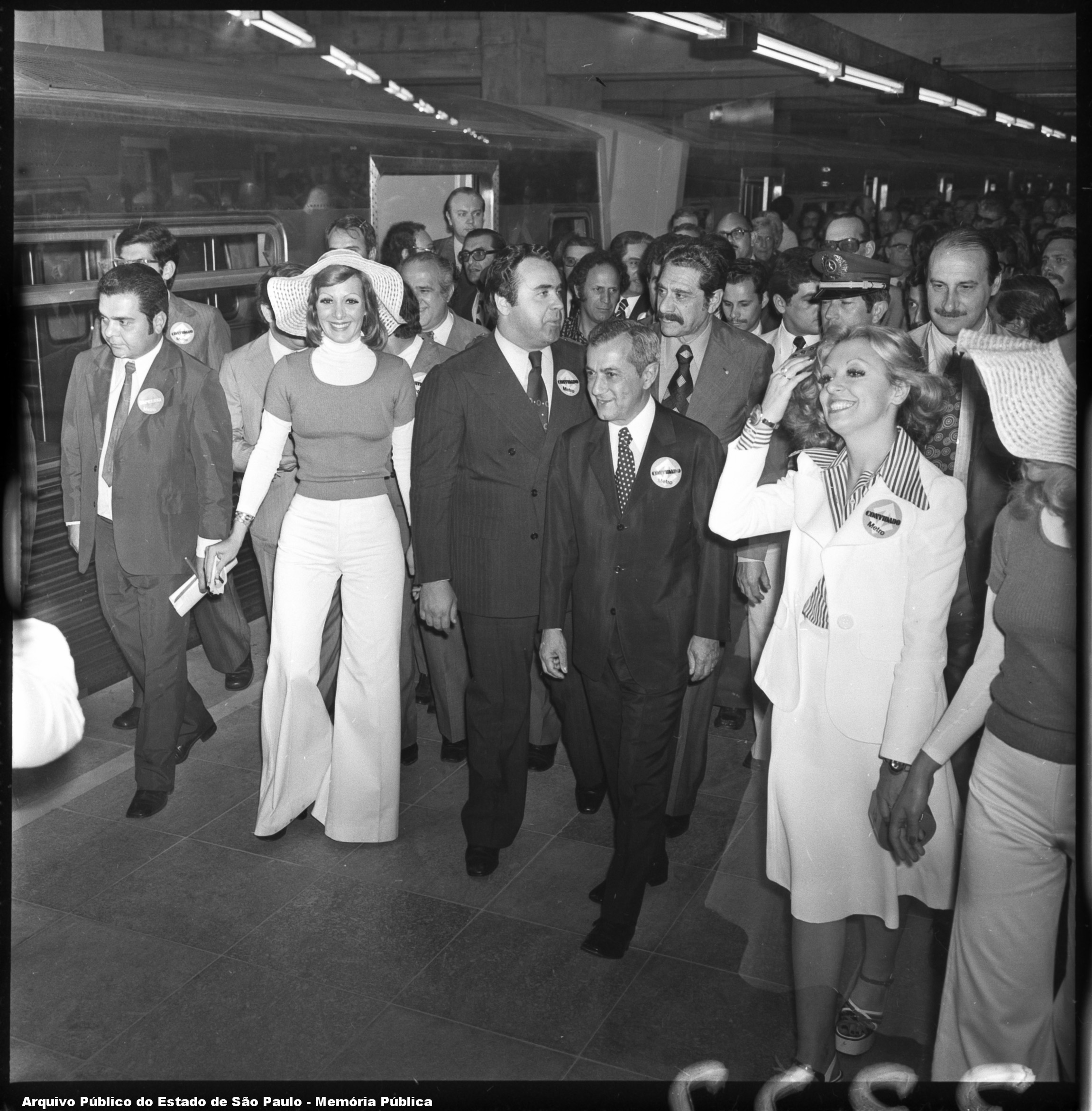
O prefeito Colasuonno e o governador Natel durante a inauguração da Linha Norte-Sul, 1974

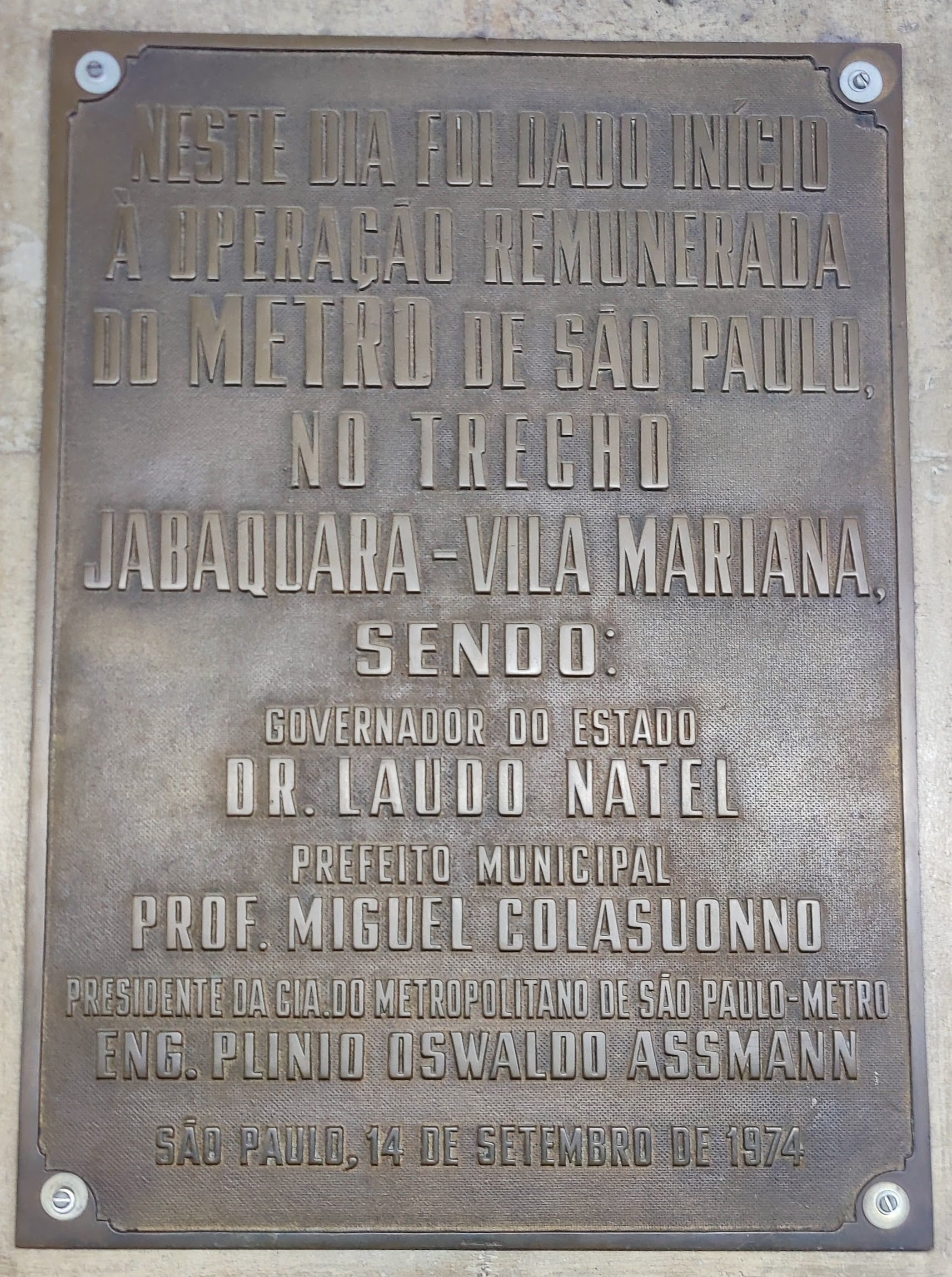
Placa de inauguração da linha na Estação Jabaquara

Sua operação comercial começou em 14 de setembro de 1974, com os trens circulando nos seus primeiros sete quilômetros, entre as estações Jabaquara e Vila Mariana. Nesse primeiro trecho, o atendimento ao público era das 10 às 15 horas.
A escolha desse traçado foi motivada pela inexistência de alternativas de transporte coletivo ferroviário para os moradores de Santana e Jabaquara, e também para desafogar o já complicado trânsito no Centro da Capital. O Consórcio que venceu a licitação para construção da linha foi o HMD, uma associação de duas empresas alemãs, Hochtief e Deconsult, e a brasileira Montreal. Este consórcio aplicou as mais novas tecnologias disponíveis na época, como carros em aço inoxidável, sistema automático de controle e sinalização dos trens, terceiro trilho biometálico, tração elétrica dos carros e eletrônica de potência, tornando o Metrô de São Paulo em um dos mais velozes e modernos do mundo.
Em 17 de fevereiro de 1975, a Linha 1–Azul do Metrô chegou ao centro da cidade, com a inauguração do seu segundo trecho: Vila Mariana–Liberdade. No segundo semestre do mesmo ano (26 de setembro), foi inaugurado o terceiro trecho: Liberdade—Santana (ainda sem a Estação Sé). Assim, a linha passou a operar seu trajeto completo, do Jabaquara a Santana, operando comercialmente das 6h00 às 20h30. Estava pronta a primeira linha de metrô paulistana, com 16,7 km de extensão e 19 estações.
Em 17 de fevereiro de 1978, foi inaugurada a Estação Sé, a maior do sistema metroviário de São Paulo.

### Túnel de manobras em Santana
Até meados da década de 1980, a linha operava com intervalos de 125 segundos entre os trens; a construção de um túnel de extensão para manobras depois da Estação Santana permitiu que se baixasse esse intervalo para 90 segundos em 1985, o que colocou o metrô paulistano entre os mais eficientes do mundo à época.  O túnel, já planejado desde 1980, causou apreensão na vizinhança, incomodada antes pelas obras da Estação Santana; mas essa preocupação acabou se esvaindo pois, sem obras a céu aberto, a construção do túnel praticamente não era notada pelos moradores. Uma cena curiosa, nesse contexto, envolveu os funcionários da obra comemorando a presença de baratas ao abrir tampas de bueiros — sinal de que havia oxigênio nas galerias, algo que facilitaria bastante o trabalho.

### Integração com outras linhas
Em 10 de março de 1979, foi inaugurado o primeiro trecho da Linha 3-Vermelha, entre as estações Brás e Sé, integrando-se na última à Linha 1. Já a integração com a Linha 2-Verde, na estação Paraíso, foi inaugurada em 25 de janeiro de 1991, aniversário da cidade. Nesta fase, a linha ainda funcionava apenas entre as estações Paraíso e Consolação. Em 12 de setembro de 1992, foi inaugurada outra integração com a Linha 2-Verde, desta vez na estação Ana Rosa, subsequente à estação Paraíso.
Foram necessários mais de vinte anos até a Linha 1 ser integrada a mais uma linha, pois a Linha 4-Amarela, inaugurada em 2010, alcançou a Estação Luz apenas em 15 de setembro de 2011. Depois de mais sete anos, em 28 de setembro de 2018, foi inaugurada a integração com a Linha 5-Lilás, na Estação Santa Cruz.

### Extensões

#### Expansão Norte

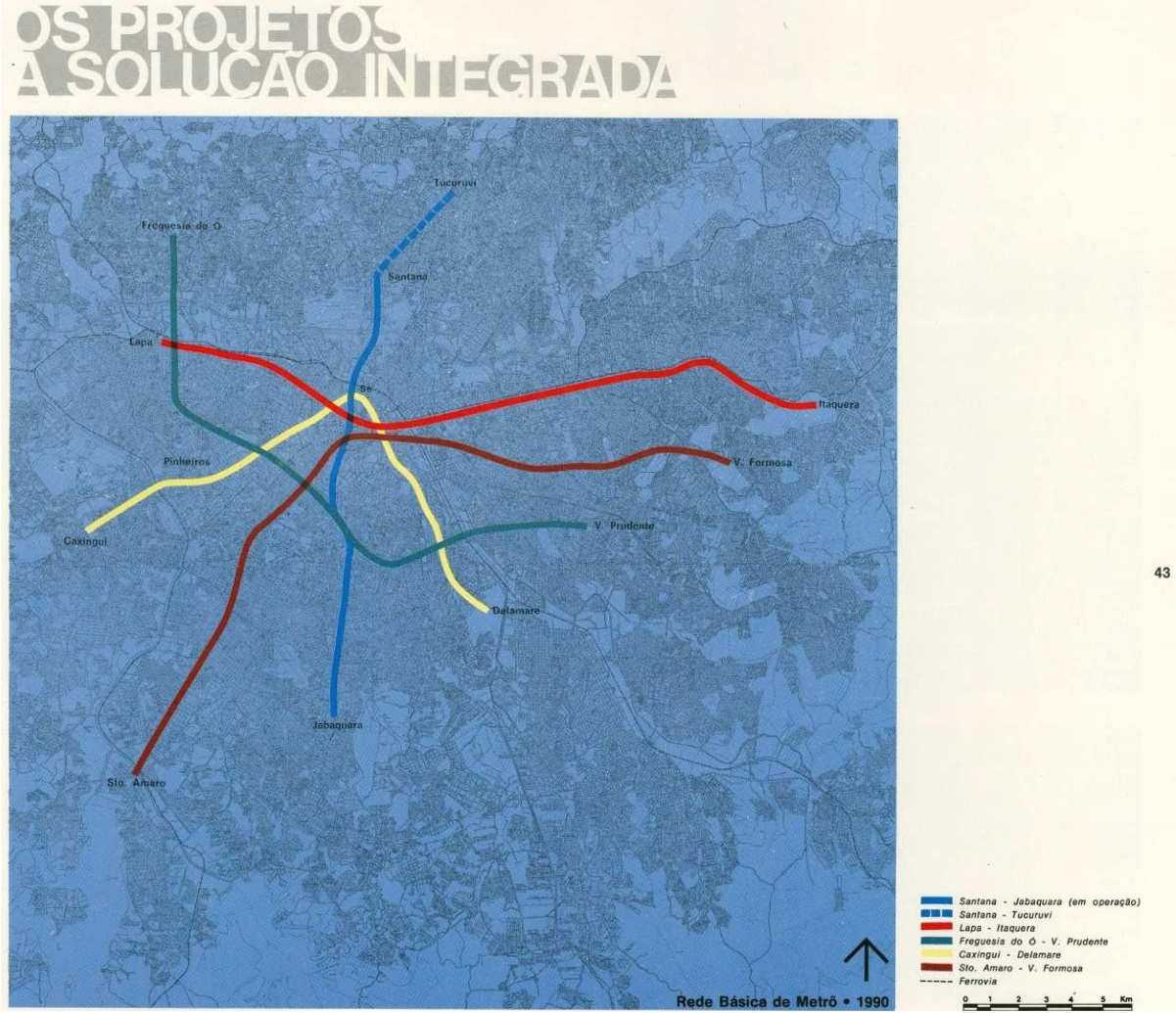
Rede do Metrô projetada para 1990 (1975). A Expansão Norte da Linha 1 foi proposta até o Tucuruvi

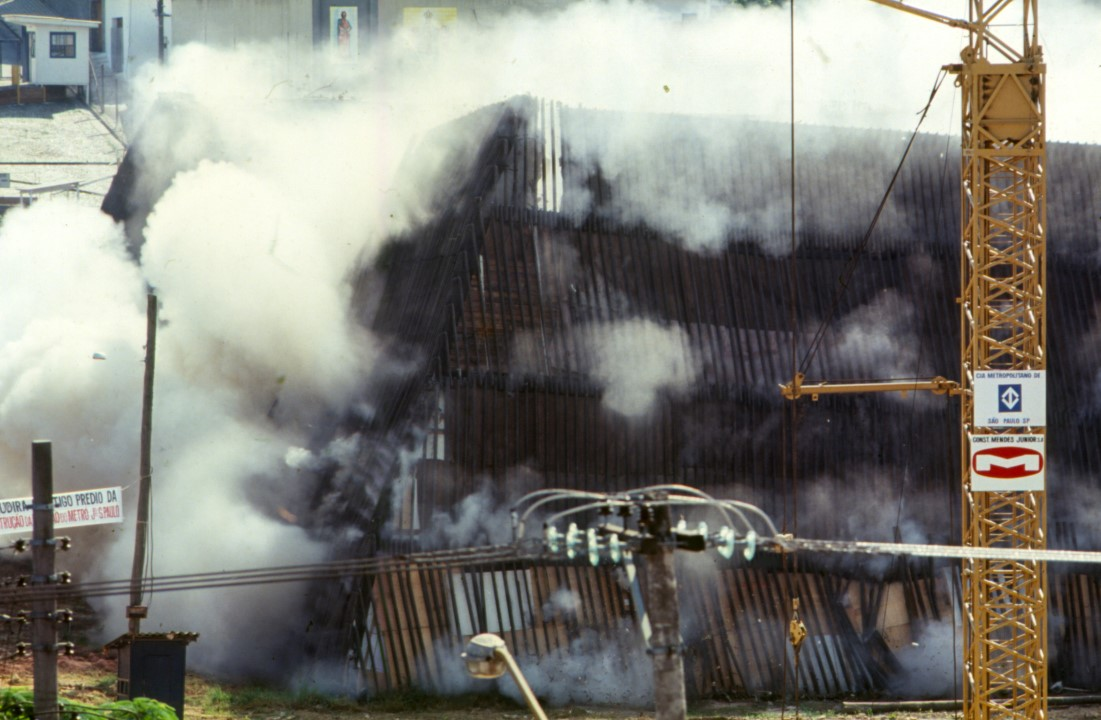
Para realizar a construção da estação Jardim São Paulo, o Metrô teve de implodir a sede da Administração Regional de Santana em 1992. Posteriormente o Metrô construiu uma nova sede para aquele órgão público

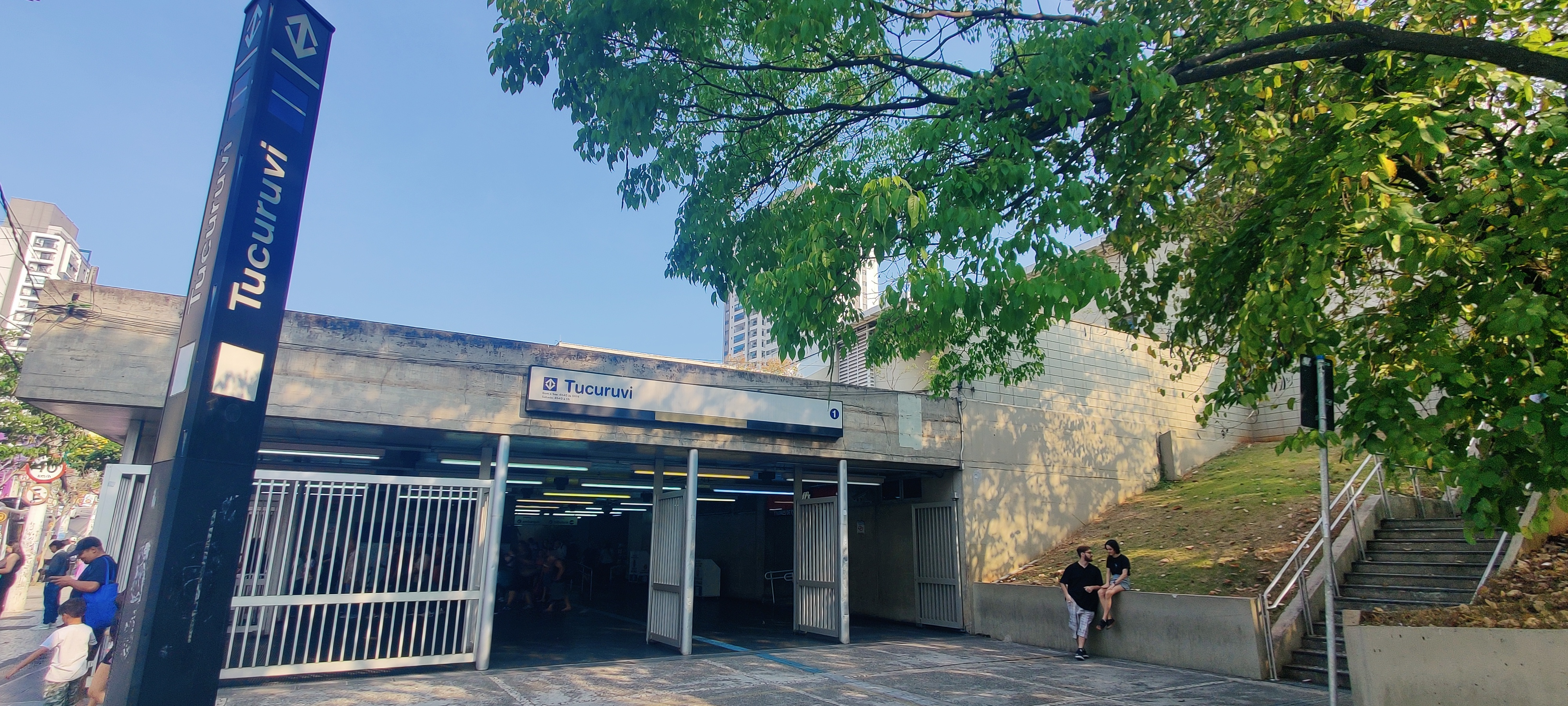
Estação terminal Tucuruvi, 2024

O projeto para a extensão Norte foi apresentado em 1975 e previa a expansão da Linha 1 entre Santana e Tucuruvi. As obras foram postergadas por mais de dez anos por falta de recursos. Em maio de 1984 a Companhia do Metropolitano possuía uma dívida de mais de quatro bilhões de cruzeiros e obras paralisadas na Zona Leste. Poucos dias antes do fim do seu mandato, o governador Franco Montoro publicou o decreto estadual 26893 de 12 de março de 1987 desapropriando as áreas necessárias para a construção das estações Jardim São Paulo, Paulicéia e Tucuruvi.
O governo seguinte, de Orestes Quércia, iniciou as obras da extensão Norte em 1 de dezembro de 1987.
| Estação                       | Construtora   | Início da obra                                 | Término             |
| ----------------------------- | ------------- | ---------------------------------------------- | ------------------- |
| Tucuruvi                      | CBPO          | 1 de dezembro de 1987 Junho de 1996 (retomada) | 29 de abril de 1998 |
| Parada Inglesa (ex-Paulicéia) | CBPO          | 1 de dezembro de 1987 Junho de 1996 (retomada) | 29 de abril de 1998 |
| Jardim São Paulo              | Mendes Junior | 1 de dezembro de 1987 Junho de 1996 (retomada) | 29 de abril de 1998 |

O projeto previa a construção de 3,5 quilômetros de extensão, 3 estações, 2 terminais de ônibus a um custo de 250 milhões de dólares:
| Trecho                                    | Posição     | Método              |
| ----------------------------------------- | ----------- | ------------------- |
| Santana-Rua Dr. Zuquim                    | Subterrâneo | NATM                |
| Rua Dr. Zuquim - Rua Pedro Cacunda        | Elevado     | Elevado de concreto |
| Rua Pedro Cacunda-Rua Dr. William Harding | Subterrâneo | NATM                |

Em fevereiro de 1988 o governo federal proibiu empréstimos do BNDES, Caixa, Banco do Brasil e bancos privados a entes municipais, estaduais e empresas públicas. A proibição foi causada pelo alto endividamento dos municípios, estado e união. O estado brasileiro negociava o pagamento da dívida externa com o FMI. Naquele momento a gestão Quércia estava iniciando as obras de três linhas de metrô ao mesmo tempo:
- Extensão Norte -Linha Norte –Sul – 3,5 km – 3 estações – US$ 250 milhões
- Extensão Leste – Linha Leste-Oeste – 5,5 km – 4 estações – US$ 200 milhões
- Linha Paulista – Linha Vila Madalena-Vila Prudente – 13 estações – US$ 1,4 bilhão

A decisão paralisou as obras das extensões leste e norte enquanto a Linha Paulista foi priorizada. Em maio foi iniciada a montagem de canteiros na extensão Norte. No mês seguinte Quércia e Sarney negociaram o abatimento de 25% da dívida externa paulista em troca de um corte de gastos. Assim, as obras foram paralisadas e apenas a Linha Paulista pôde continuar suas obras em menor ritmo. Após problema na cessão de uma área da Prefeitura de São Paulo para a construção da estação Paulicéia, o prefeito Jânio Quadros autorizou a Companhia do Metropolitano a ocupar a área apenas em agosto de 1988.
As obras foram retomadas apenas na gestão de Luiz Antônio Fleury Filho. Em 29 de janeiro de 1992 a sede da Administração Regional de Santana, com três andares e 3 600 m2, foi implodido para a construção da estação Jardim São Paulo. Naquele momento as obras da Extensão Norte estavam orçadas em 400 milhões de dólares. Com um déficit de mais de 600 milhões de dólares no caixa do Banespa e dívidas de 30 bilhões de dólares, o governo Fleury paralisou as obras da extensão em novembro de 1992.
Ao iniciar a nova gestão em 1995, o governador Mário Covas manteve as obras paralisadas por falta de recursos. As finanças do estado estavam arruinadas, com Covas admitindo não ter recursos suficientes sequer para custear a folha de pagamento do mês seguinte do funcionalismo.
| Expansão Norte (1987-1998)                   | Expansão Norte (1987-1998) | Expansão Norte (1987-1998)               | Expansão Norte (1987-1998) | Expansão Norte (1987-1998) | Expansão Norte (1987-1998) | Expansão Norte (1987-1998) |
| Trecho                                       | Custo (R$ milhões)         | Origem                                   | Início da obra             | Paralisação                | Retomada                   | Término                    |
| -------------------------------------------- | -------------------------- | ---------------------------------------- | -------------------------- | -------------------------- | -------------------------- | -------------------------- |
| Santana – Tucuruvi                           | 275,8                      | - BNDES: 125,8 - Iniciativa privada: 150 | 30 de novembro de 1987     | Novembro de 1992           | 26 de junho de 1996        | 29 de abril de 1998        |
| Fonte: Governo do Estado de São Paulo (1999) |                            |                                          |                            |                            |                            |                            |

As obras foram retomadas apenas em junho de 1996. Para custear as obras, o governo do estado fez uma parceria com as empresas construtoras que investiriam 150 milhões de reais na conclusão dos trabalhos em troca de receber seus recursos de volta através da arrecadação das bilheterias das três estações por quinze anos.
A Extensão Norte foi entregue em 29 de abril de 1998.

#### Ramal Moema
O projeto apresentado pelo consórcio HMD previu a construção da Linha Norte—Sul entre Jabaquara e Santana e um ramal de 3,95 quilômetros partindo da estação Paraíso e rumando ao sudoeste até o terminal Moema. Esse trecho foi chamado de Ramal Moema.
| Ramal Moema | Ramal Moema | Ramal Moema | Ramal Moema             |
| Trecho | Extensão    | Estações    | Tempo estimado de obras |
| --- | ----------- | ----------- | ----------------------- |
| Paraíso–Moema | 3,95 km     | 4           | 2 anos                  |
| Locais estudados para implantar as estações (1968)                                                                                          |             |             |                         |
| Paraíso | Tutóia      | Ibirapuera  | Moema                   |
| |             |             |                         |
| Fonte: Sistema Integrado de Transporte Rápido Coletivo da Cidade de São Paulo - Volume II: Estudo Técnico: Pré-Projeto de Engenharia, 1968. |             |             |                         |

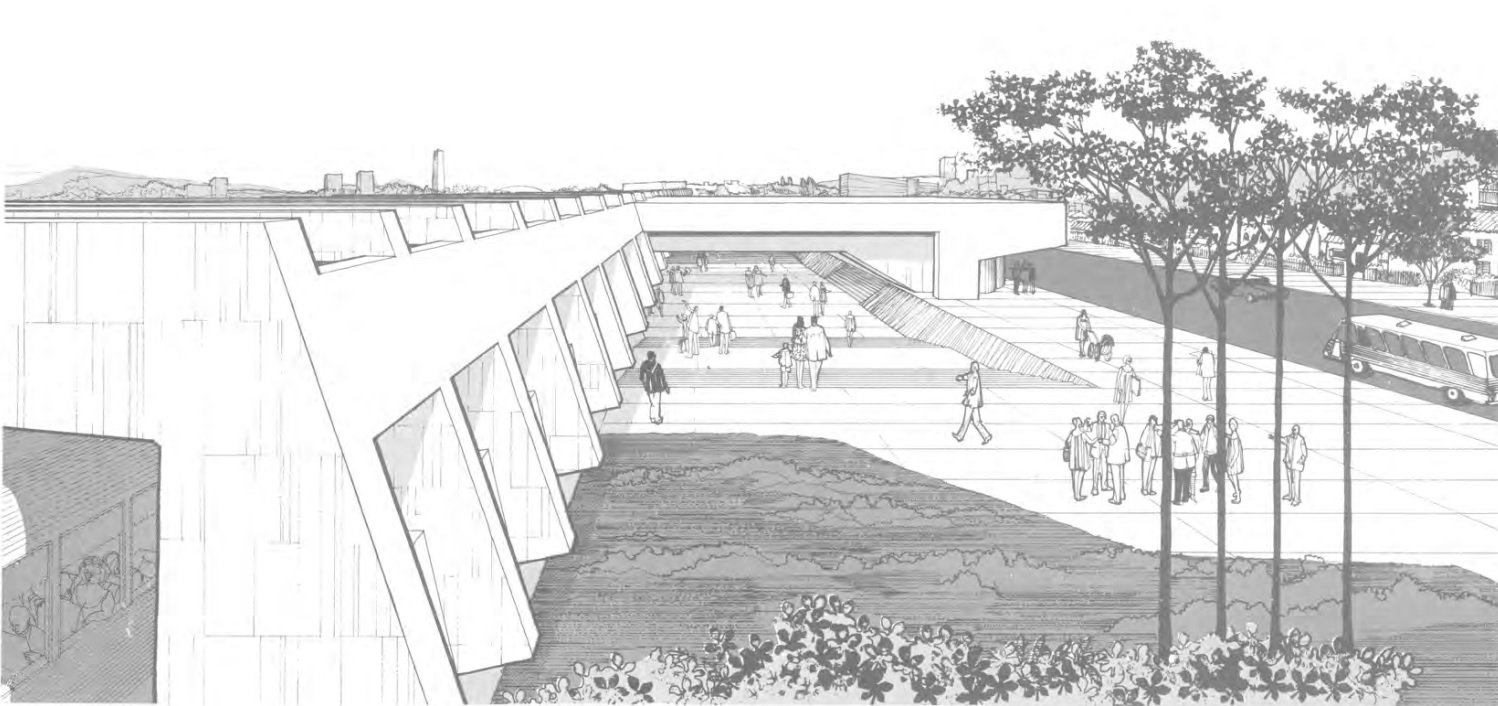
Projeto inicial da estação Tutóia, 1968

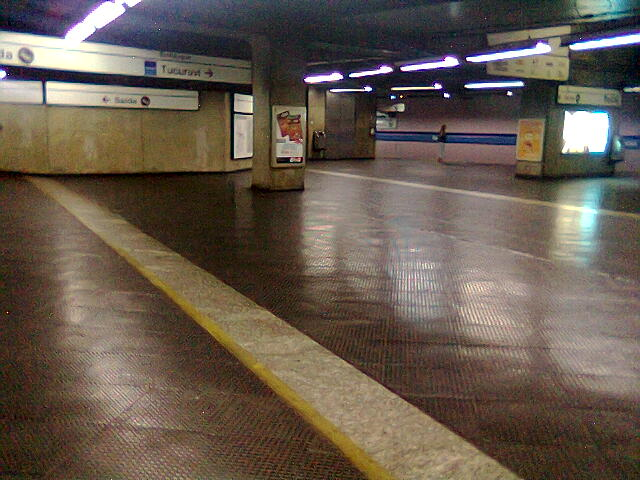
Plataformas do Ramal Moema na estação Paraíso. Com o cancelamento do projeto, as plataformas foram lacradas

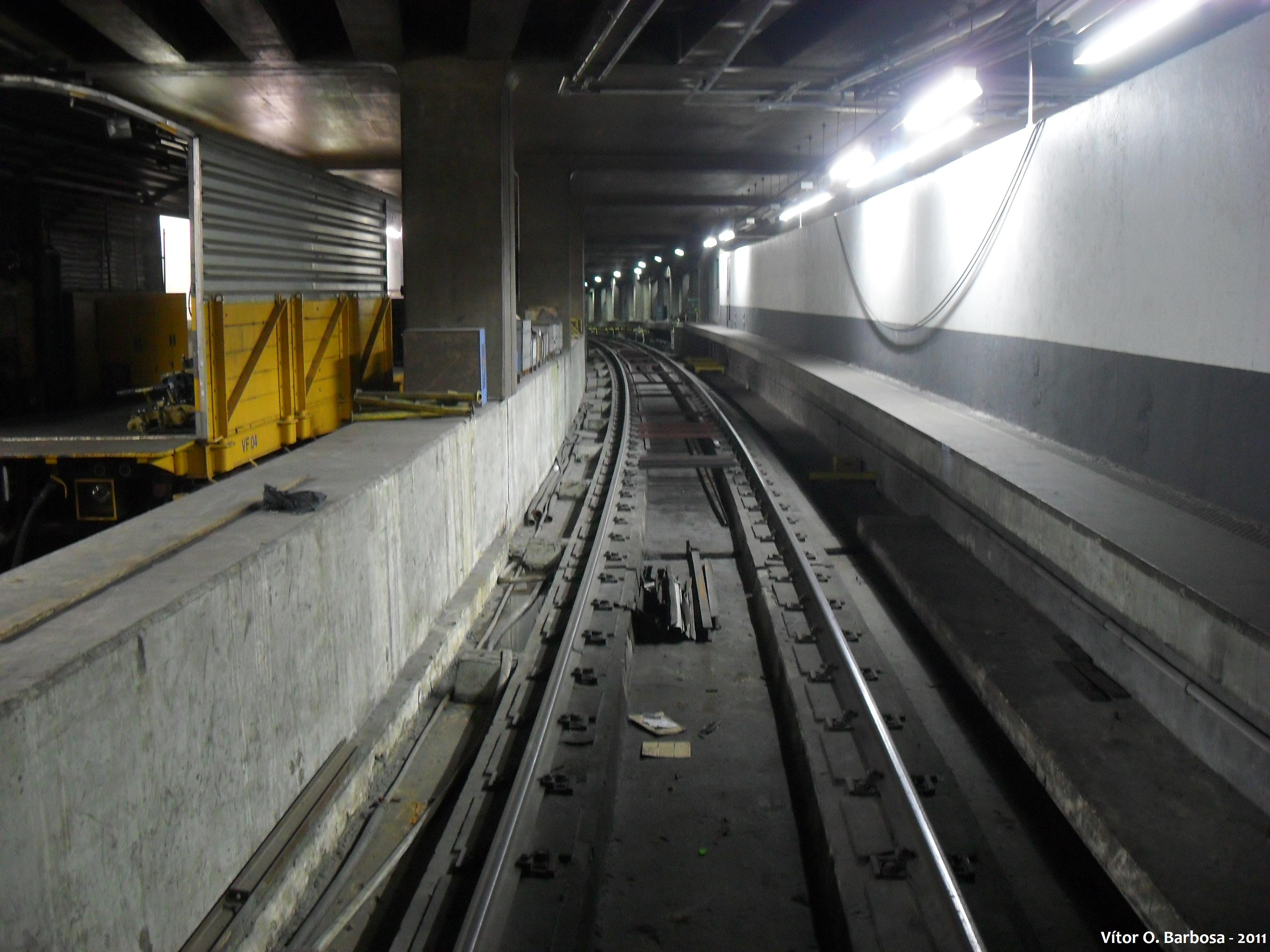
Um pequeno trecho de 200 metros do Ramal Moema chegou a ser construído, servindo atualmente como base de manutenção

Durante a divisão dos trechos em lotes para a contratação das obras, o Ramal Moema recebeu a denominação "Lote 11". O Lote 11 era o último lote planejado para lançamento de obras na Linha Norte-Sul. Apesar do lançamento de vários lotes de obras do metrô entre 1968 e 1971, o Lote 11 permaneceu em projeto.Apesar de não ter entregue o projeto completo do Lote 11, o consórcio HMD recebeu o pagamento integral dos serviços. Isso motivou o deputado federal da Guanabara Emílio Nina Ribeiro a denunciar o consórcio (duas das empresas do consórcio Hochtief e DeConsult haviam vencido a concorrência para elaborar projetos para o Metrô do Rio de Janeiro).
Em junho de 1971 o prefeito Figueiredo Ferraz reclamou publicamente de atrasos do Consórcio HMD na elaboração dos projetos da Linha norte-Sul. Segundo o contrato assinado, o consórcio HMD precisava entregar os projetos para a Companhia do Metropolitano dois meses antes deles serem enviados para os consórcios construtores para serem implementados. Além disso, o Lote 4 estava com sua concorrência severamente atrasada por conta da empresa Hochtief (uma das integrantes do consórcio projetista HMD) insistir em participar das obras. Por ser proibido pelos bancos financiadores externos das obras do metrô que a mesma empresa projetasse, fiscalizasse e construísse a mesma obra, a Hochtief foi desclassificada da concorrência do Lote 4. A contratação do Lote 4 deveria ter ocorrido em setembro de 1969, porém a contratação das obras só foi efetuada em março de 1971, com o lote sendo dividido em dois.
Naquela época, o consórcio HMD ainda elaborava os projetos do lote 11. Em agosto de 1971 o Lote 11 só possuía concluído o levantamento topográfico, enquanto o projeto detalhado do Ramal Moema e das estações estava em elaboração. Ainda assim a Companhia do Metropolitano passou boa parte do ano de 1971 anunciando que as obras do Lote 11 seriam contratadas e iniciadas ainda naquele ano. 
O Ramal Moema tinha previsão de ser entregue em 1975.  
O projeto do Ramal Moema previa a implantação de dispositivos atenuadores de ruído na região próxima ao Hospital do Servidor Público Estadual.
Diante do atraso na elaboração dos projetos do Lote 11 (único ainda não entregue entre todos os lotes), em agosto de 1971 a Companhia do Metropolitano postergou a contratação das obras para 1972. Mais tarde, com a decisão do prefeito Ferraz de iniciar as obras da Linha Paulista em conjunto com o projeto de modernização da Avenida Paulista, as obras do Ramal Moema foram suspensas por tempo indeterminado. Em junho de 1973 o presidente da Companhia do Metropolitano Plínio Assmann anunciou o cancelamento do projeto para que a empresa se dedicasse ao projeto da Linha Paulista. Entre as razões alegadas por Assmann para justificar a decisão estavam a pequena demanda do Ramal Moema em relação a da Linha Paulista e a complexidade de operação do Ramal interligado na Linha Norte-Sul.
O Ramal Moema foi excluído do plano de expansão do Metrô de São Paulo em 1975, quando foi feita a primeira revisão do projeto apresentado pelo consórcio HMD. Os problemas do consórcio HMD na elaboração dos projetos do Lote 11 foram decisivos para a Companhia do Metropolitano contratar a partir de 1972 dezenas de arquitetos e engenheiros e ter sua própria equipe elaborando os projetos de expansão.

## Datas importantes
- 14 de dezembro de 1968: Início das obras da Linha 1–Azul, de Jabaquara a Santana.
- 14 de setembro de 1974: Jabaquara ↔ Vila Mariana.
- 17 de fevereiro de 1975: Vila Mariana ↔ Liberdade.
- 26 de setembro de 1975: Liberdade e São Bento ↔ Santana.
- 17 de fevereiro de 1978: Estação Sé concluída.
- 29 de abril de 1998: Santana ↔ Tucuruvi.

## Passageiros transportados
| Passageiros transportados na Linha 1 por ano | Passageiros transportados na Linha 1 por ano | Passageiros transportados na Linha 1 por ano | Passageiros transportados na Linha 1 por ano |
| Ano | Quantidade                                   | Ano                                          | Quantidade                                   |
| --- | -------------------------------------------- | -------------------------------------------- | -------------------------------------------- |
| 1974 set-nov | 300 000                                      | 2001                                         | 324 812 000                                  |
| 1975 | 22 000 000                                   | 2002                                         | 323 109 000                                  |
| 1976 | 146 000 000                                  | 2003                                         | 310 635 000                                  |
| 1977 | 175 000 000                                  | 2004                                         | 199 700 000                                  |
| 1978 | 190 000 000                                  | 2005                                         | 210 069 000                                  |
| 1979 | 193 718 000                                  | 2006                                         | 227 114 000                                  |
| 1980 | 201 029 000                                  | 2007                                         | 241 783 000                                  |
| 1981 | 201 997 000                                  | 2008                                         | N/D (a)                                      |
| 1982 | 246 955 000                                  | 2009                                         | 270 199 000                                  |
| 1983 | 257 088 000                                  | 2010                                         | 285 397 000                                  |
| 1984 | 266 976 000                                  | 2011                                         | 291 204 000                                  |
| 1985 | 268 224 000                                  | 2012                                         | 304 469 000                                  |
| 1986 | 290 665 000                                  | 2013                                         | 308 895 000                                  |
| 1987 | 324 653 000                                  | 2014                                         | 311 144 000                                  |
| 1988 | 312 140 000                                  | 2015                                         | 309 774 000                                  |
| 1989 | 338 467 000                                  | 2016                                         | 407 028 000                                  |
| 1990 | 320 325 000                                  | 2017                                         | 407 028 000                                  |
| 1991 | 328 386 000                                  | 2018                                         | 415 466 000                                  |
| 1992 | 302 295 000                                  | 2019                                         | 428 107 000                                  |
| 1993 | 288 999 000                                  | 2020                                         | 208 071 000                                  |
| 1994 | 300 158 000                                  | 2021                                         | 213 944 000                                  |
| 1995 | 334 172 000                                  | 2022                                         | 295 983 000                                  |
| 1996 | 335 071 000                                  | 2023                                         | 319 205 000                                  |
| 1997 | 327 825 000                                  | 2024                                         | 331 830 000                                  |
| 1998 | 319 858 000                                  |                                              |                                              |
| 1999 | 306 794 000                                  |                                              |                                              |
| 2000 | 315 249 000                                  |                                              |                                              |
| Notas: - a - N/D Não disponível - b - Recorde de passageiros Fontes: - Companhia do Metropolitano de São Paulo: 1974 1975-1978 2004, 2005, 2006, 2007, 2009, 2010, 2011, 2012, 2013, 2014, 2015, 2016-2017, 2017-2018, 2019-2020, 2021, 2022, 2023, 2024 - Fundação Seade 1979-1989, 1990-2003 |                                              |                                              |                                              |

## Características das estações
Linha elevada entre Parada Inglesa e Armênia (exceto Jardim São Paulo-Ayrton Senna) e subterrânea entre Tiradentes e Jabaquara, com um viaduto coberto entre São Judas e Conceição. A estação Tucuruvi é semienterrada, com a entrada da estação em superfície.
As estações Jardim São Paulo-Ayrton Senna, Tiradentes e Ana Rosa possuem plataforma central, as estações Luz e Sé possuem plataformas laterais e central e as estações São Bento e Paraíso possuem plataformas laterais sobrepostas. As demais estações possuem apenas plataformas laterais.
As estações terminais Jabaquara e Tucuruvi foram as primeiras e, até o momento, únicas da linha a receber portas de plataforma, dispositivo de segurança para proteger os passageiros, e que já vinha sido usado em outras linhas. Elas começaram a ser construídas em outubro de 2021, como parte do contrato do sistema de sinalização CBTC, e passaram a operar comercialmente em ambas as estações no dia 7 de julho de 2022.

## Trens
De acordo com o projeto proposto pelo consórcio HMD, os trens deveriam ser de seis carros, fabricados em alumínio e capazes de serem utilizados em pares acoplados em um arranjo de dois carros (Carro A+B). No entanto, a Companhia do Metropolitano exigiu carrocerias em aço inox e essa exigência acabou direcionando a concorrência para o único fabricante nacional detentor desse processo de fabricação, a Mafersa.
A Companhia do Metropolitano realizou a primeira concorrência para a aquisição dos trens em 1969. Várias empresas apresentaram propostas, mas o edital exigia consórcios entre empresas brasileiras e estrangeiras. Assim dois grandes consórcios foram formados:
- Cobrasma, Brown Boveri, General Electric[90]

- Mafersa, Villares, Fresinbra, Budd e Westinghouse

Em 15 de agosto foi anunciado que as empresas estadunidenses Budd Company, Westinghouse Air Brake (WABCO) e Westinghouse Electric Corporation e as brasileiras Fresinbra, Villares S/A e Mafersa foram selecionadas para projetar e construir 198 carros motorizados com cabine.
Apesar da Mafersa ter oferecido carros com ar-condicionado como parte de sua proposta, esse item foi rejeitado pela Cia do Metropolitano. Os carros foram desenhados por uma equipe liderada pelo desenhista industrial Eloy Barbosa, da Mafersa.

## Sinalização
| Evolução do intervalo mínimo programado entre trens (em segundos) | Evolução do intervalo mínimo programado entre trens (em segundos) | Evolução do intervalo mínimo programado entre trens (em segundos) | Evolução do intervalo mínimo programado entre trens (em segundos) | Evolução do intervalo mínimo programado entre trens (em segundos) | Evolução do intervalo mínimo programado entre trens (em segundos) | Evolução do intervalo mínimo programado entre trens (em segundos) | Evolução do intervalo mínimo programado entre trens (em segundos) | Evolução do intervalo mínimo programado entre trens (em segundos) | Evolução do intervalo mínimo programado entre trens (em segundos) | Evolução do intervalo mínimo programado entre trens (em segundos) | Evolução do intervalo mínimo programado entre trens (em segundos) | Evolução do intervalo mínimo programado entre trens (em segundos) | Evolução do intervalo mínimo programado entre trens (em segundos) | Evolução do intervalo mínimo programado entre trens (em segundos) | Evolução do intervalo mínimo programado entre trens (em segundos) |
| 1974                                                              | 1975                                                              | 1976                                                              | 1977                                                              | 1978                                                              | 1979                                                              | 1980                                                              | 1983                                                              | 1987                                                              | 1988                                                              | 2003                                                              | 2016                                                              | 2018                                                              | 2022                                                              | 2024                                                              |                                                                   |
| ----------------------------------------------------------------- | ----------------------------------------------------------------- | ----------------------------------------------------------------- | ----------------------------------------------------------------- | ----------------------------------------------------------------- | ----------------------------------------------------------------- | ----------------------------------------------------------------- | ----------------------------------------------------------------- | ----------------------------------------------------------------- | ----------------------------------------------------------------- | ----------------------------------------------------------------- | ----------------------------------------------------------------- | ----------------------------------------------------------------- | ----------------------------------------------------------------- | ----------------------------------------------------------------- | ----------------------------------------------------------------- |
| 540                                                               | 315                                                               | 170                                                               | 160                                                               | 145                                                               | 140                                                               | 123                                                               | 125                                                               | 112                                                               | 108                                                               | 108                                                               | 125                                                               | 118                                                               | 119                                                               | 132                                                               |                                                                   |
| Fontes: Metrô SP 1974-1988, 2003 2016 e 2017, 2018, 20222024      |                                                                   |                                                                   |                                                                   |                                                                   |                                                                   |                                                                   |                                                                   |                                                                   |                                                                   |                                                                   |                                                                   |                                                                   |                                                                   |                                                                   |                                                                   |

## Acidentes
Na Linha 1–Azul, ocorreu o primeiro descarrilamento de um trem do metrô transportando passageiros. Em outubro de 1999, um trem que estava saindo da Estação Santana no sentido Tucuruvi teve seu disco de freio solto de uma das rodas próximo à entrada do túnel. O disco agiu como cunha, tirando o carro 1025 do trilho, jogando-o contra a plataforma de emergência na lateral. Como estava em baixa velocidade, o trem parou imediatamente, e ninguém se feriu. Os danos na composição 02 (atual composição A02 - carros de A021 a A026) foram pequenos, mas, devido a problemas com a reposição de peças, o trem só voltou a operar dois anos depois.
Em 9 de junho de 2017, um novo descarrilamento veio a ocorrer nas proximidades da Estação Jabaquara. Segundo o metrô, o incidente foi causado por uma falha humana. O operador teria liberado o condutor do trem para operar no sistema manual, enquanto a via funcionava no sistema automático. Essa diferença teria feito com que o trem saísse do trilho. Não houve registro de feridos.

## Alteração de nomes
A Estação Armênia chamava-se Ponte Pequena até 1985. Em 2006, a Estação Tietê teve seu nome alterado para Portuguesa-Tietê, devido ao fato de o estádio da Portuguesa de Desportos estar próximo da estação, assim como já havia ocorrido com homenagens a outros clubes na Linha 3. Em 2011, a Estação Jardim São Paulo passou a chamar-se Jardim São Paulo-Ayrton Senna, em homenagem ao piloto tricampeão de Fórmula 1 Ayrton Senna, que cresceu e viveu no bairro homônimo. Em 2018, a Estação Liberdade passou a chamar-se Japão-Liberdade. Em 2022, a Estação Saúde passou a chamar-se Saúde-Ultrafarma. Em 2024, a Estação Jabaquara foi renomeada como Jabaquara-Comitê Paralímpico Brasileiro como homenagem à entidade homônima que obteve recorde de medalhas com sua delegação nos Jogos Paralímpicos de Paris, sendo que a mesma possui sua sede no Centro de Treinamento Paralímpico Brasileiro, situado nas proximidades da estação.

## Galeria de imagens

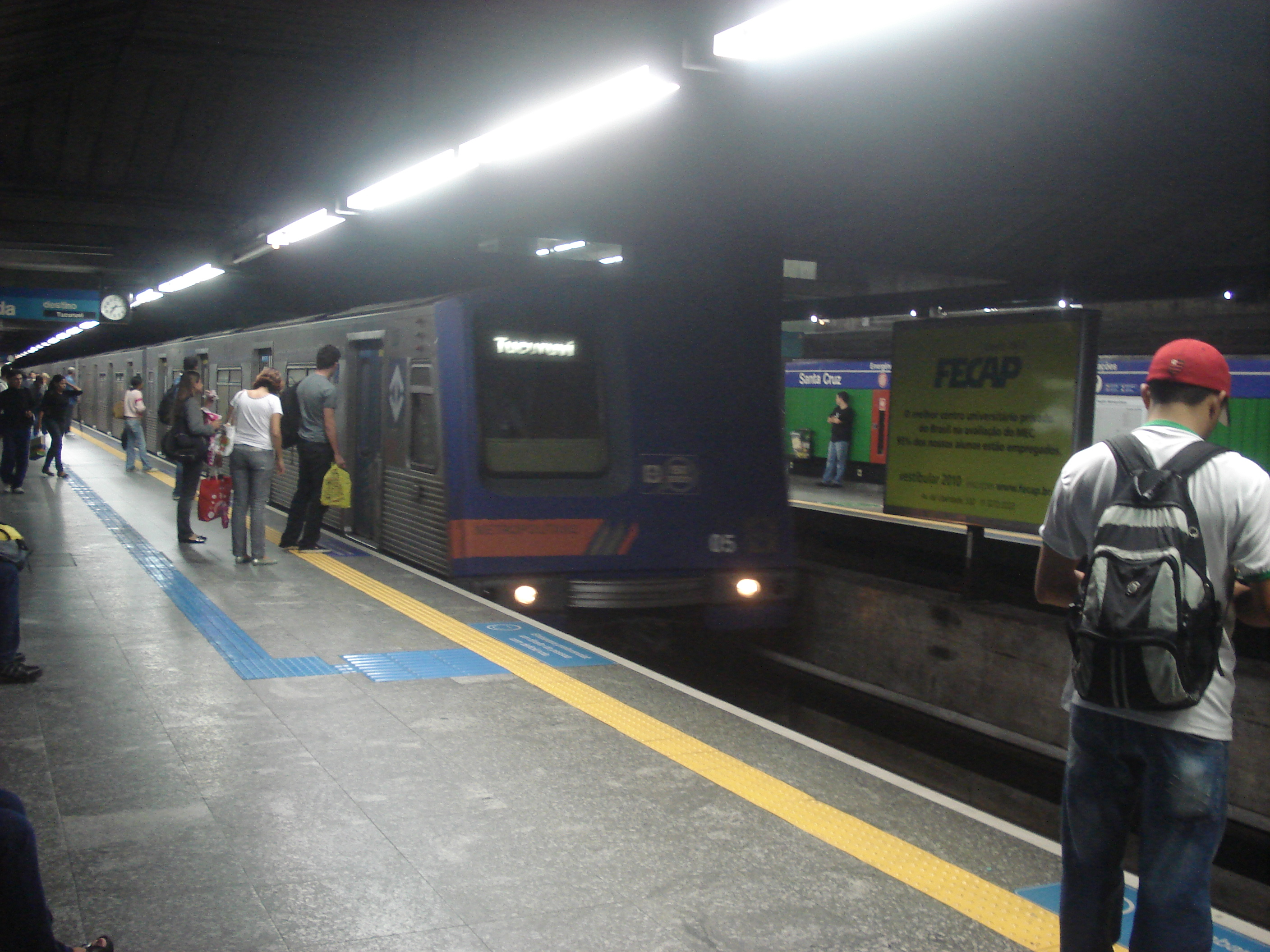
Trem Budd-Mafersa parando na Estação Santa Cruz
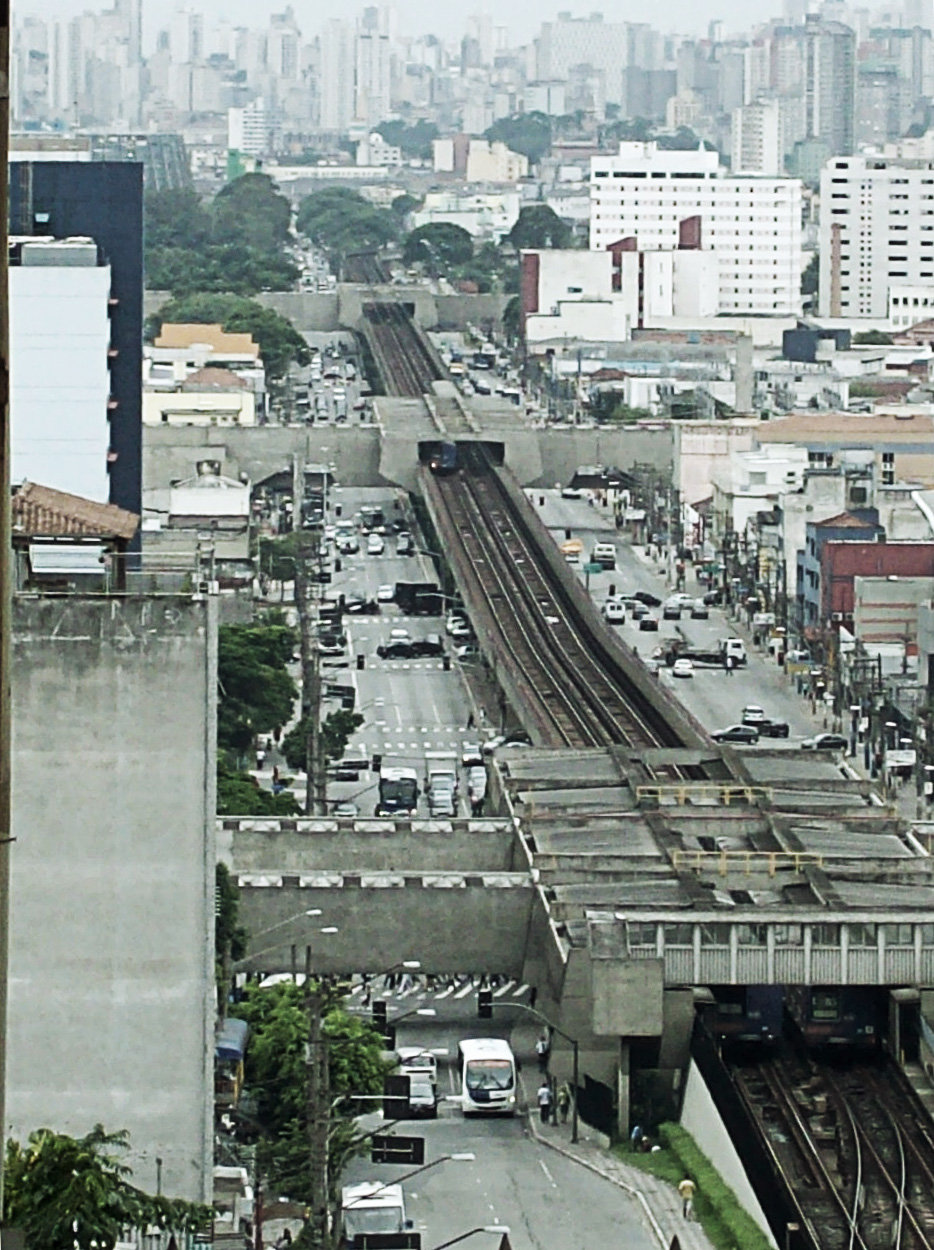
Linha elevada vista no distrito de Santana
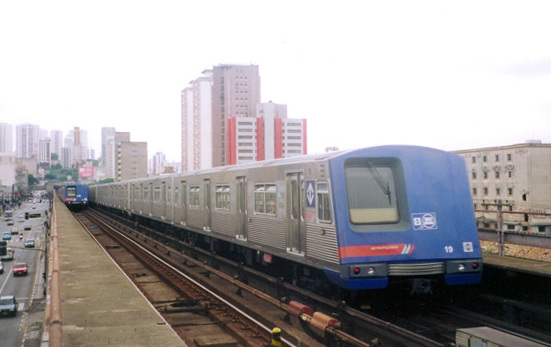
Trem da linha passando pelo centro de Santana
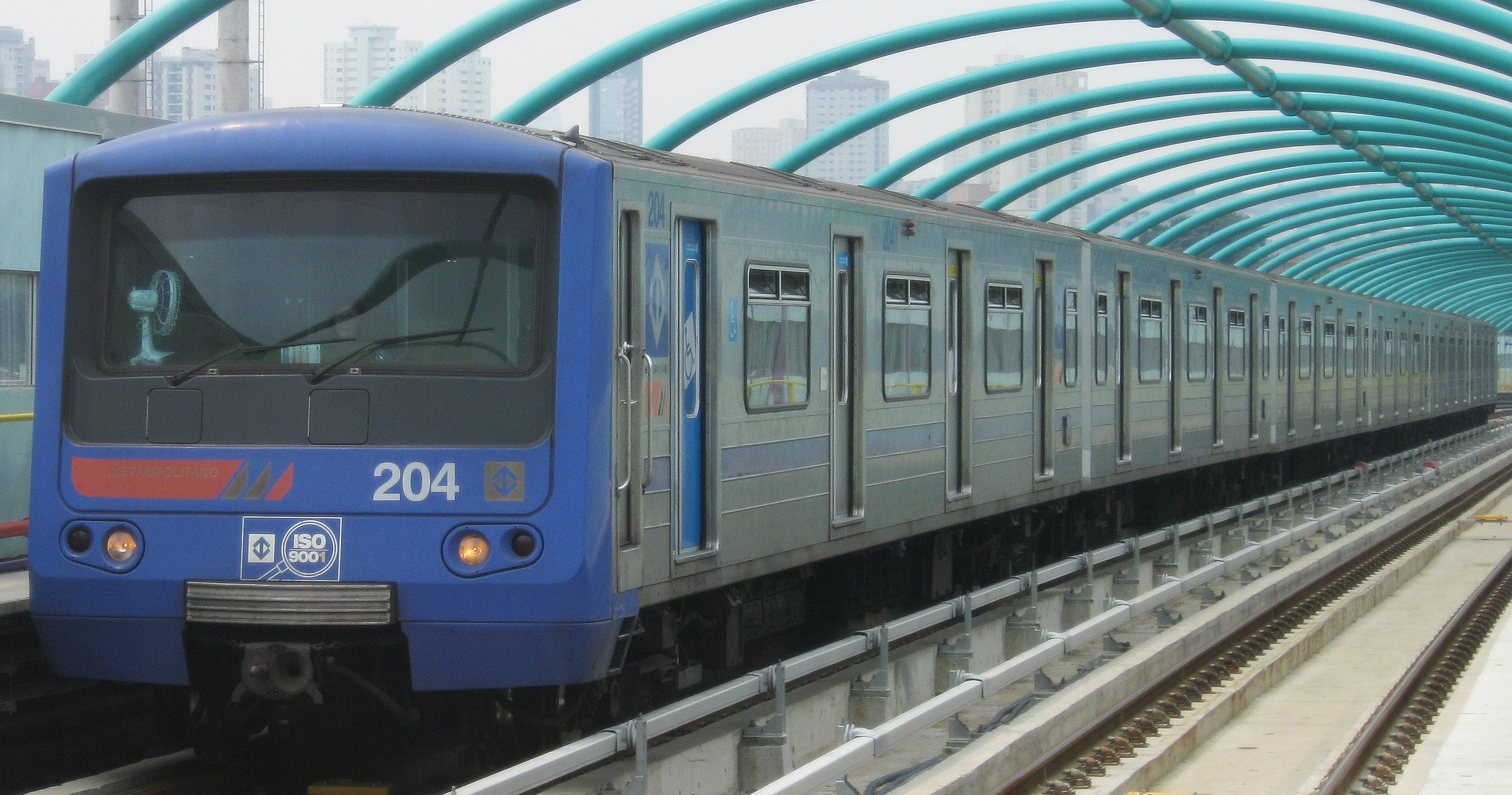
Trem da Frota E
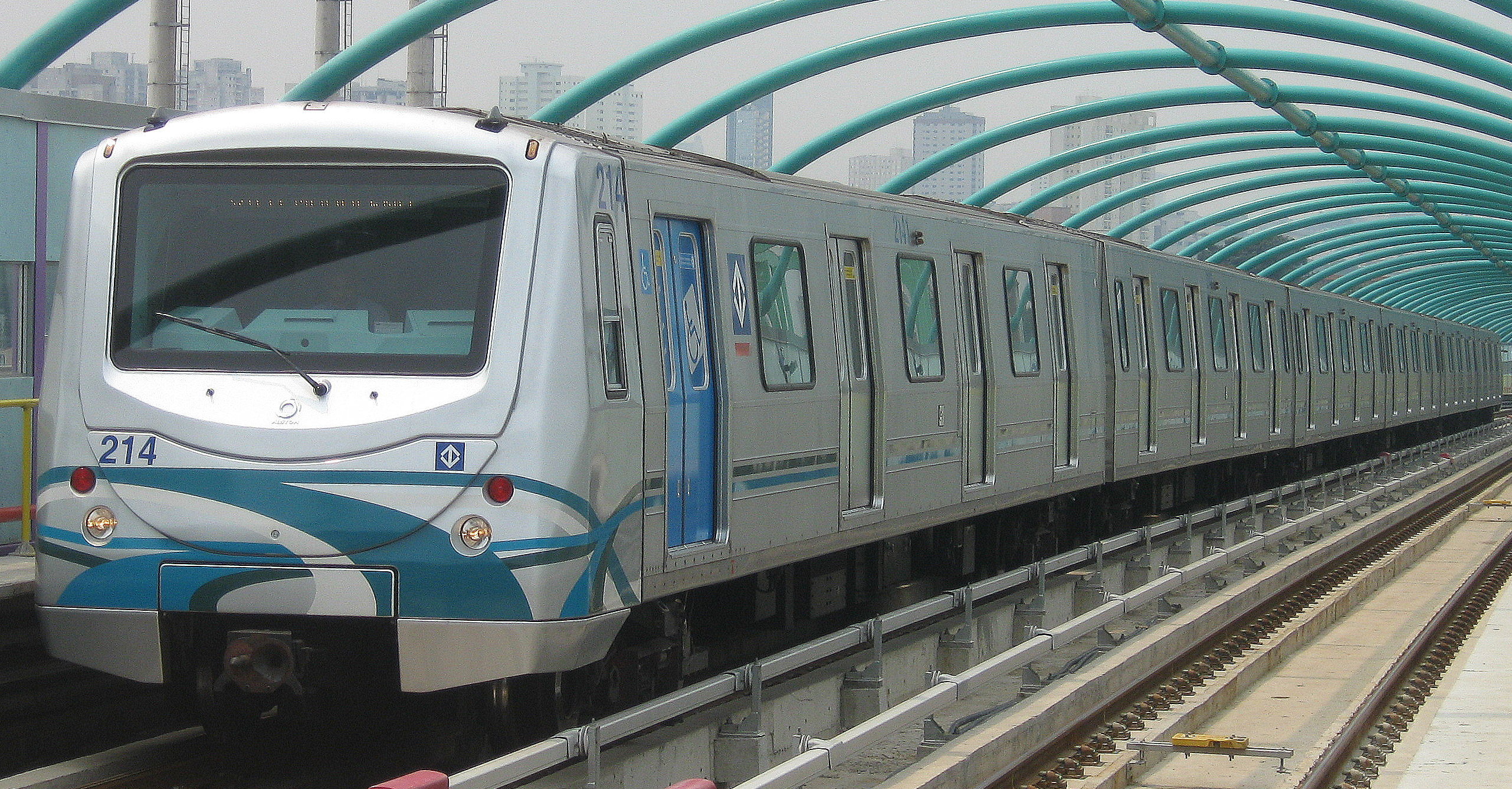
Trem da Frota G
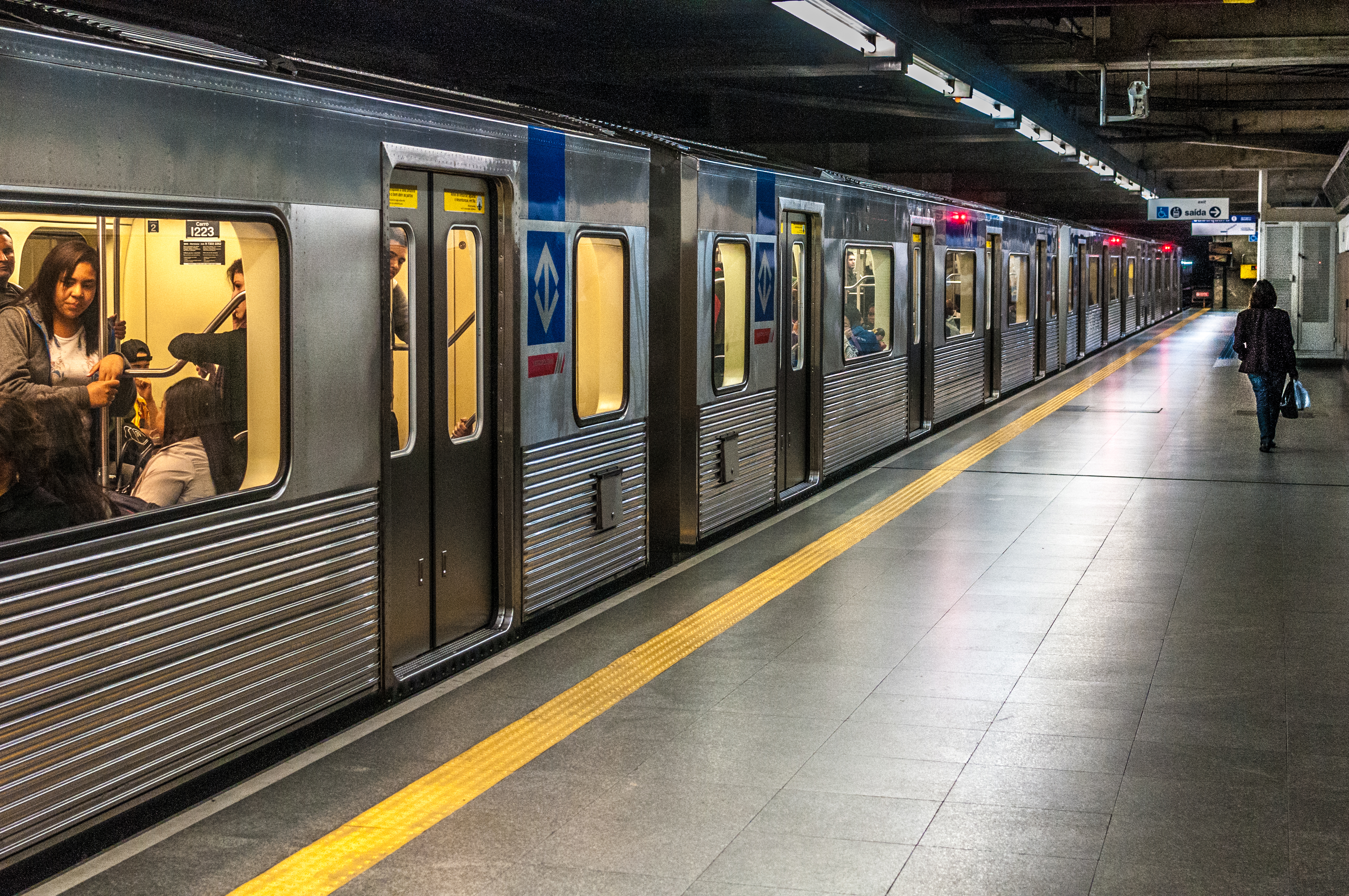
Trem da Frota I
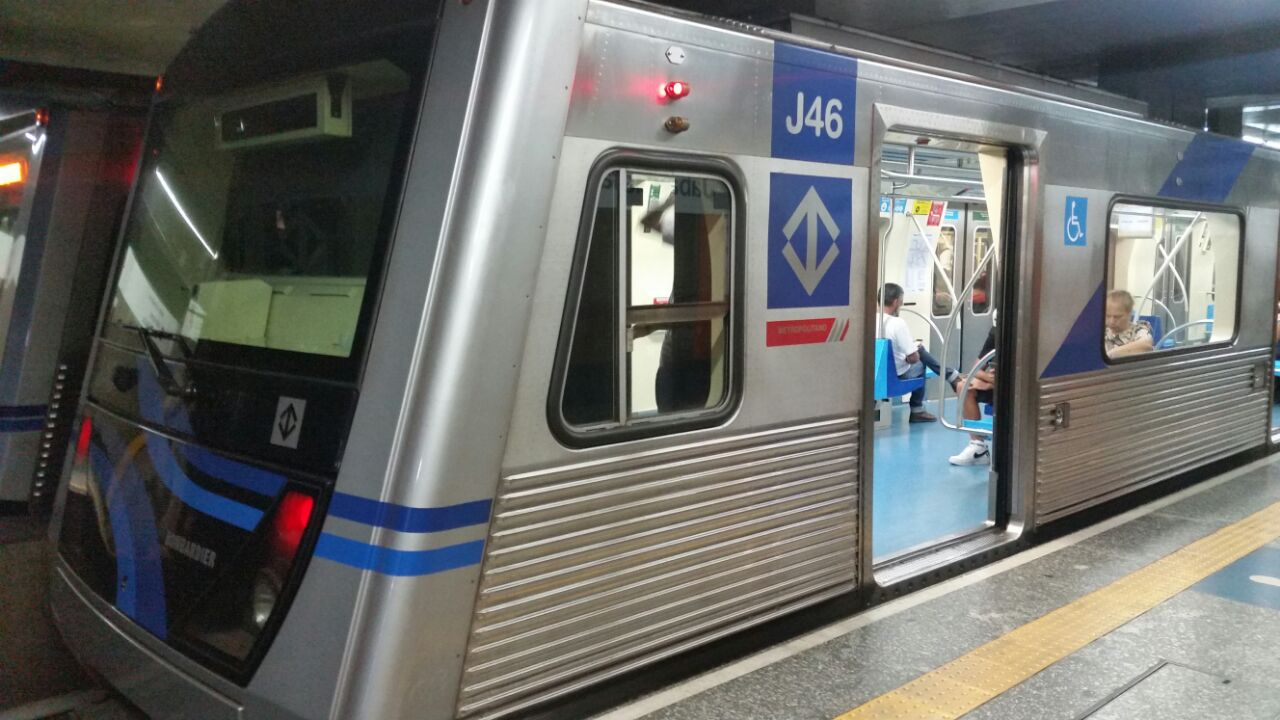
Trem da Frota J
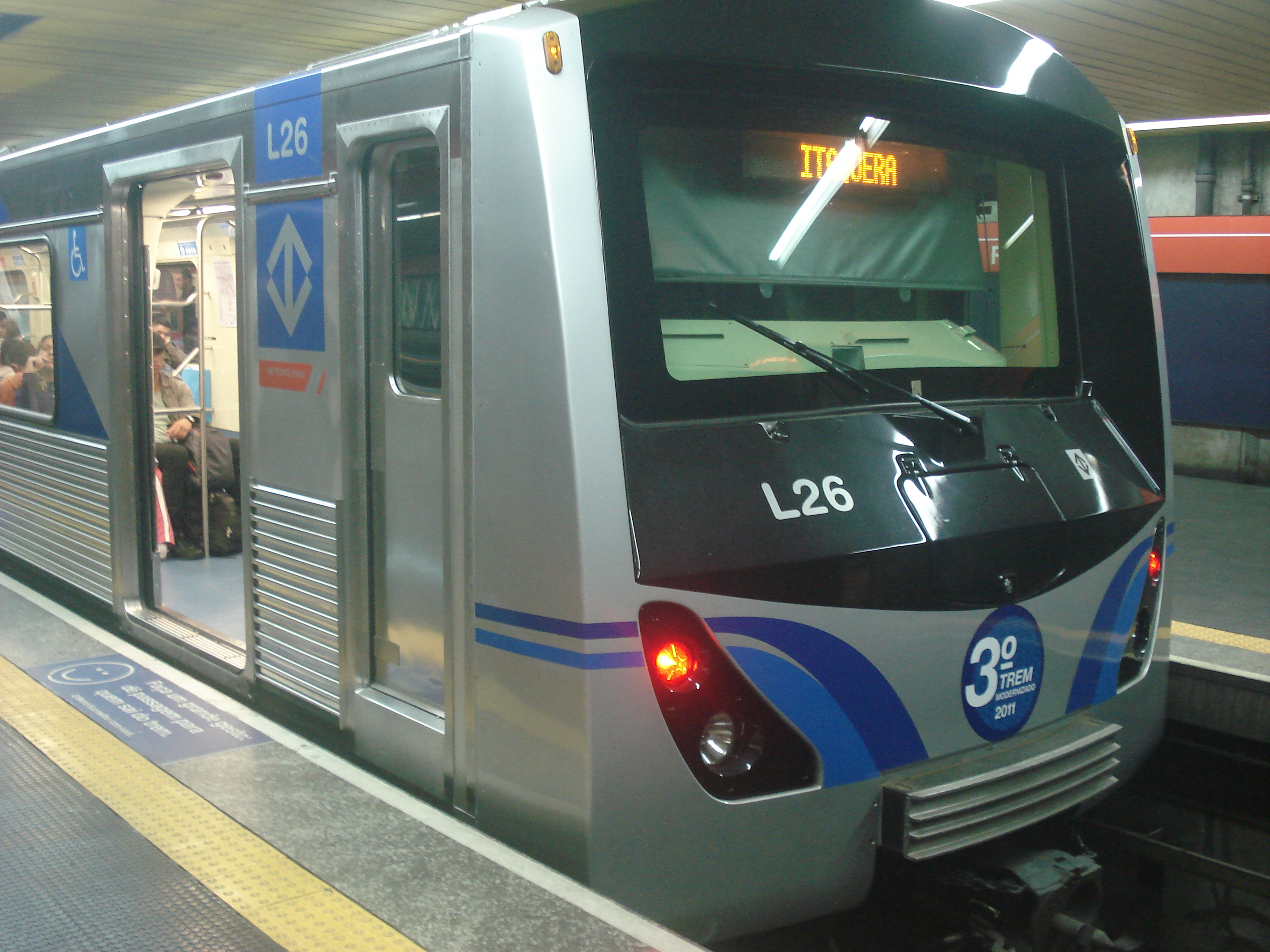
Trem da Frota L
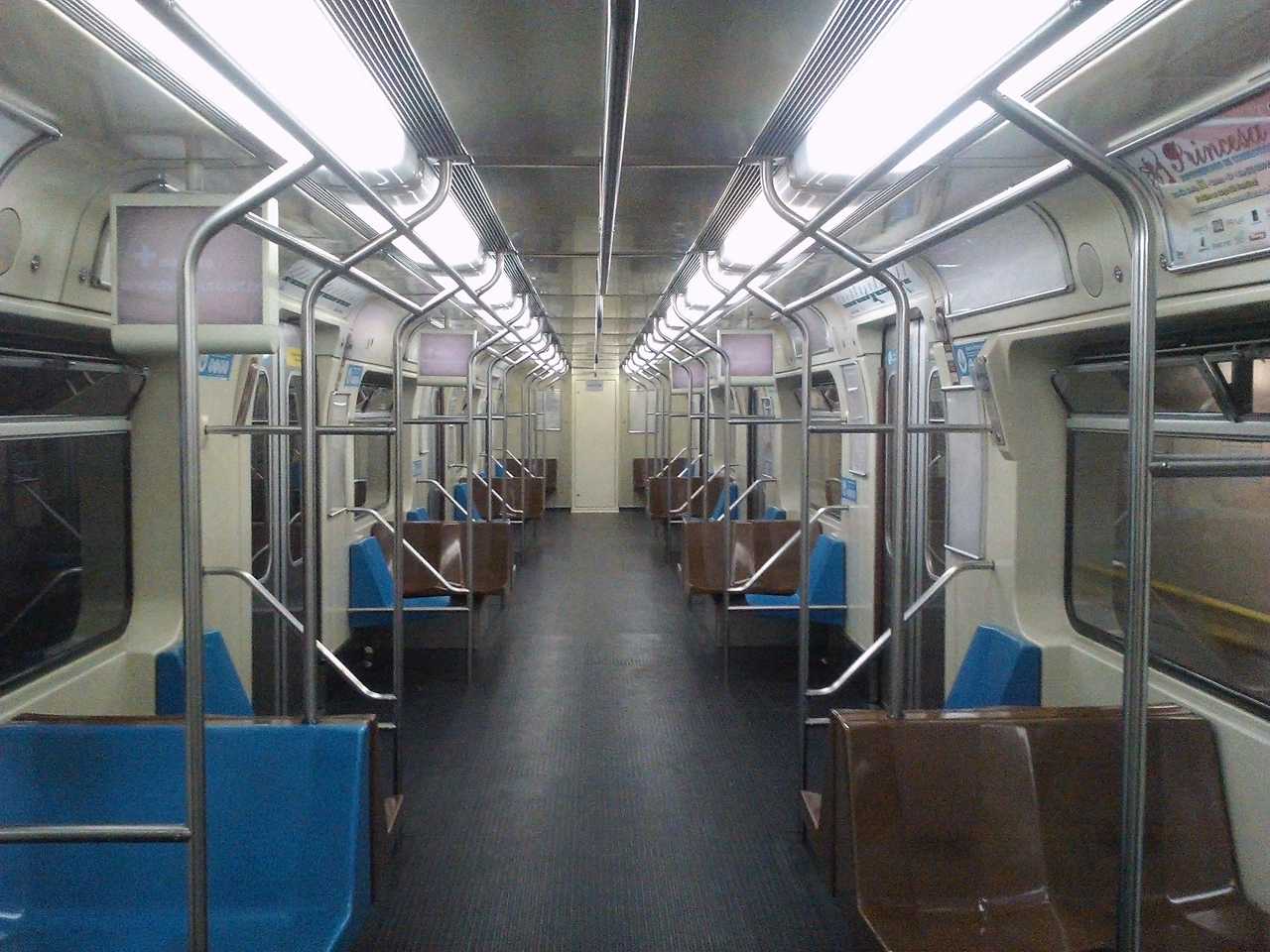
Interior de uma composição da Frota E
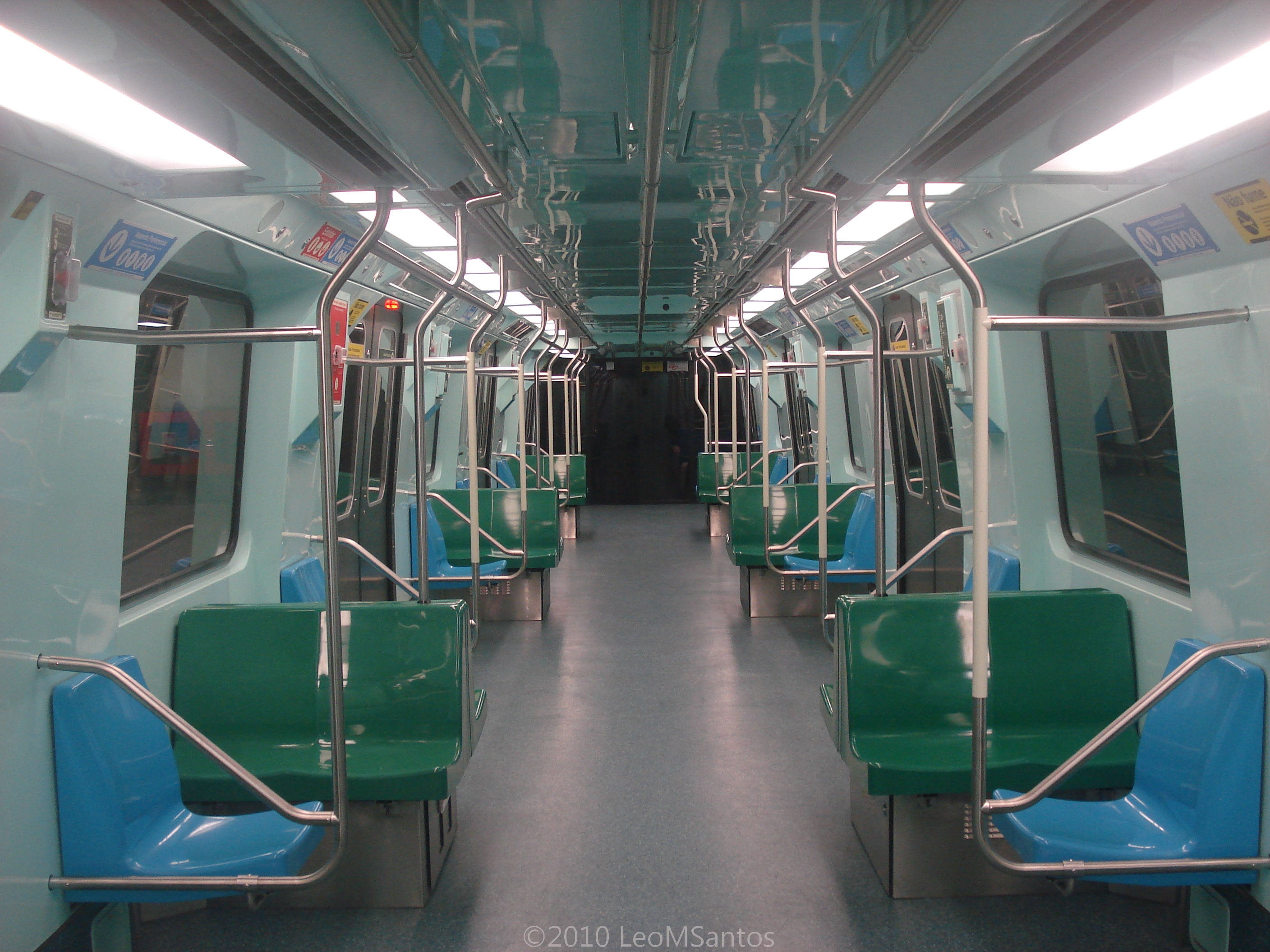
Salão de passageiros de trem da Frota G